# Плокросс Ирмингер, Ингеборг
Ингеборг Плокросс Ирмингер (дат. Ingeborg Plockross Irminger; 1872—1962) — датская художница, которая известна как своими скульптурами, так и по своим миниатюрным фарфоровым статуэткам животных и человеческих фигур, которые она создавала во время работы в компании Bing & Grøndahl. Её отлитый из бронзы бюст писателя Германа Банга 1903 года был установлен на площади Санкт-Анне в Копенгагене в 2012 году.

## Ранняя биография
Ингеборг Плокросс Ирмингер родилась в копенгагенском районе Фредериксберг 18 июня 1872 года, Она была дочерью купца Йоханнеса Фредерика Плоцкросса (1821—1896) и Катрин Фредериккы Тиетген (1833—1891). Проявляя интерес к лепке с раннего возраста, она начала учиться у скульптора Акселя Хансена, а затем поступила в художественную школу, где её наставниками были Эмили Мунт и Мари Люплау. В феврале 1893 года Плокросс Ирмингер была принята в Датскую королевскую академию изящных искусств, где она изучала скульптуру под руководством Августа Собюэ до 1899 года, после чего она несколько лет работала в мастерской Вильхельма Биссена. В 1908 году она вышла замуж за художника Вальдемара Ирмингера.

## Карьера
Ирмингер впервые выставлялась на Весенней выставке в Шарлоттенборге в 1897 году где демонстрировался «Младенец» (дат. En Spæd), её бронзовый рельеф. Она продолжала выставляться там до 1952 года, особенно интенсивно с 1904 по 1925 год. Её работы также иногда демонстрировались в Обществе женщин-художниц (дат. Kvindelige Kunstneres Samfund) с 1920 по 1961 год. Произведения Плокросс Ирмингер были представлены на Всемирной выставке 1900 года в Париже, на Балтийской выставке 1914 года в Мальмё и на Датской национальной выставке 1927 года в Бруклине. Благодаря грантам Академии она совершала учебные поездки в Париж, Германию и Италию.
Под руководством Биссена Ирмингер разработала свой собственный стиль, граничащий с натурализмом. Среди её главных творений: «Мальчик и ёж» (дат. Drengen og Pinfsvinet, 1899 и бронзовый вариант 1911 года), «Юность» (дат. Yngling, мрамор, 1909), награждённая Академией медалью года и «Молодая девушка» (дат. Ung Pige, мрамор, 1907), напоминающая стиль Людвига Брандструпа. Ирмингер также создала скульптурные портреты Йенса Фердинанда Виллумсена (рельеф, 1900), Германа Банга (бронза, 1904) и Людвига Брандструпа (1922). Кроме того, она изваяла два прекрасных бронзовых изображения своего мужа в 1912 и 1919 годах, характеризующиеся спокойным, довольно интровертным взглядом.

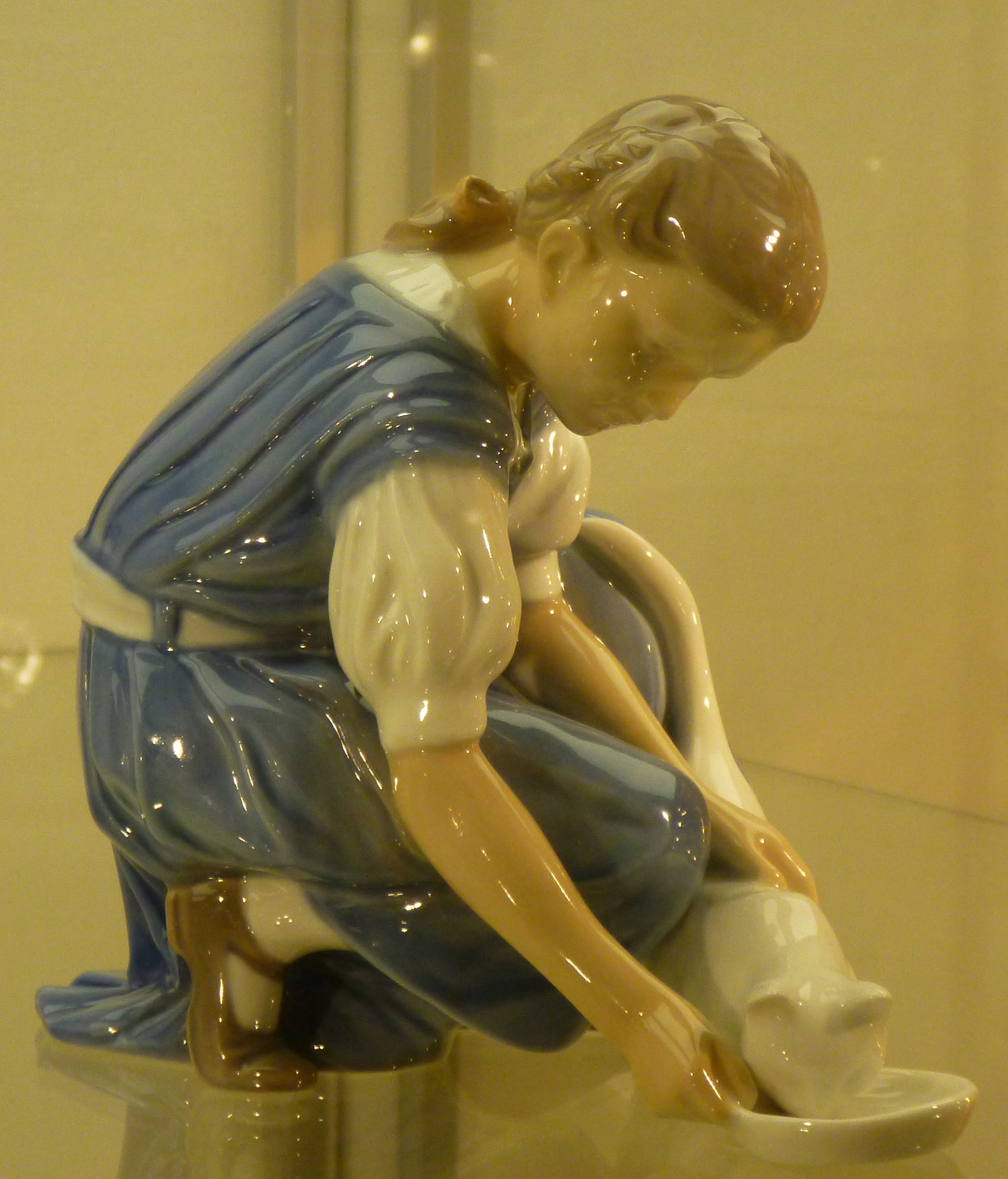
Девочка с кошкой

Также представляют интерес её декоративные погребальные урны и статуэтки, которые она спроектировала, работая в Bing & Grøndahl’s с 1898 по 1925 год. Среди них особо следует отметить работы «Мать и дитя» (дат. Moder og Barn, 1902), «Детское чтение» (дат. Læsende Børn, 1903) и «Молодая девушка с кошкой» (дат. Ung Pige med Kat, 1911). Эти фигурки стали очень популярными. Многие из них были приобретены музеями Берлина и Дрездена. Они всё ещё производятся и поныне, точно воспроизведённые с оригинальных образцов Ирмингер.
Ингеборг Плокросс Ирмингер умерла в Копенгагене 25 октября 1962 года.